# 海柏公園

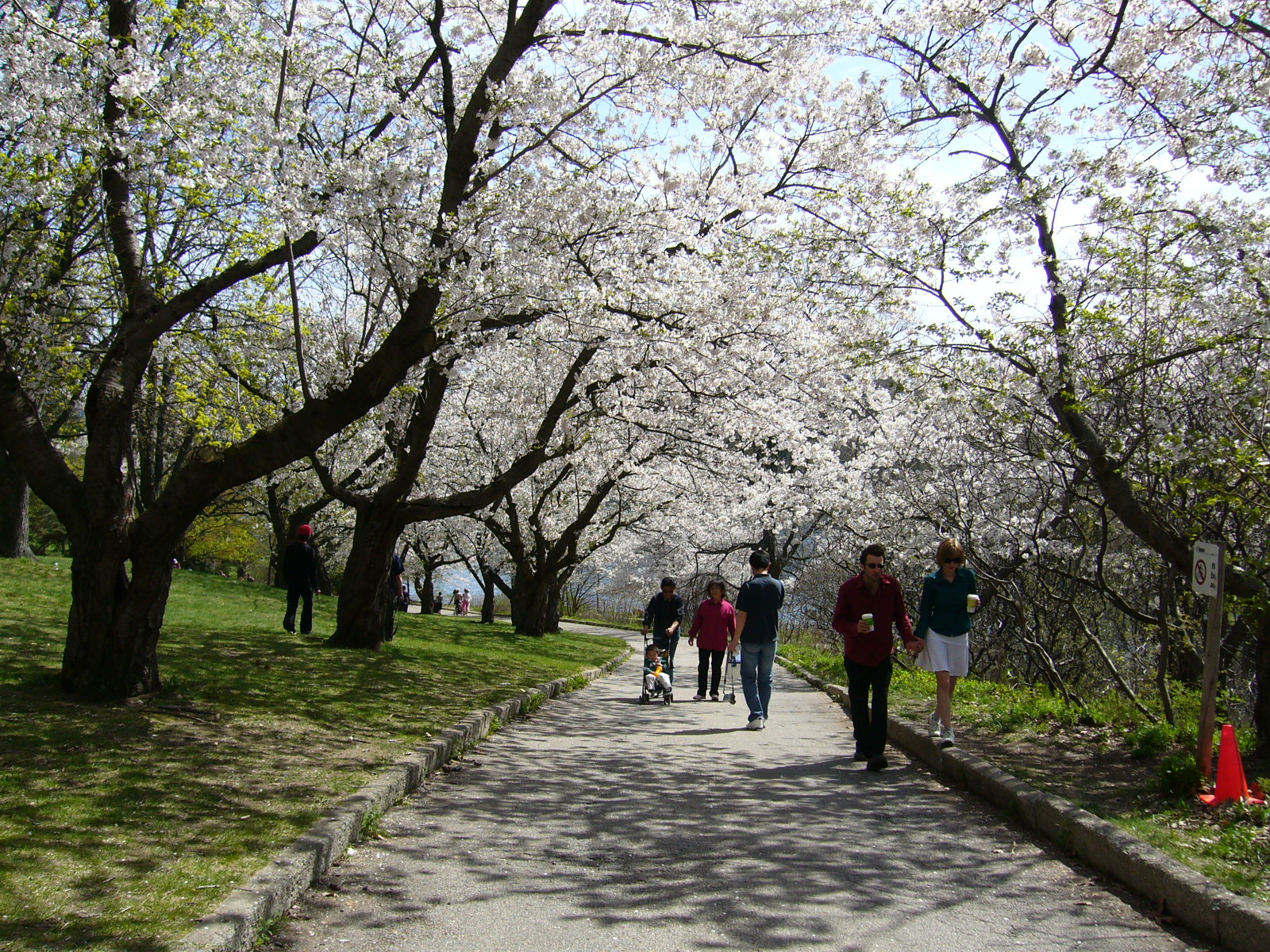
春季櫻花盛放的海柏公園

海柏公園是一個位於加拿大安大略省多倫多的市區公園，佔地161公頃（400英畝），每年有超過100萬人次到訪。公園北端接近多倫多地鐵布魯亞－丹佛線的海柏公園站，其東北角則鄰近該地鐵線的基爾站。
多倫多市的前身約克鎮於1793年建立，而現海柏公園一帶的土地則於1800年代初陸續由政府勘測，再劃成地段放售。1836年，多倫多市測量師約翰·霍華德（John G. Howard）在該帶購入一塊面積約66.4公頃的地皮，而由於這塊地皮是該帶地勢最高的地點，他亦將此處名為。他又於地皮南端鄰近安大略湖湖岸之處興建一座呈攝政風格，名為高邦小屋（Colborne Lodge）的別墅，作為他和妻子的居所。
1873年，霍華德同意將該塊地皮中的49公頃轉交多倫多市政府建立公眾休憩公園，條件為市政府容許他和妻子在科爾本小屋安度餘生及每年向他提供長俸，又禁止在園内售賣酒精飲品。市政府再於1876年在該塊地皮以東購地，並於同年結合各塊地皮成海柏公園，再於1878年委任霍華德為公園的護林員。霍華德於1890年去世後，餘下的土地和高邦小屋轉歸市政府。市政府再於1930年在公園西端購入29公頃土地，並納入海柏公園的範圍。

## 外部連結
- 维基共享资源上的相關多媒體資源：海柏公園
- （英文）Parks, Forestry & Recreation : High Park （页面存档备份，存于）－多倫多市政府網站 海柏公園頁面